# بیوک لوسرن

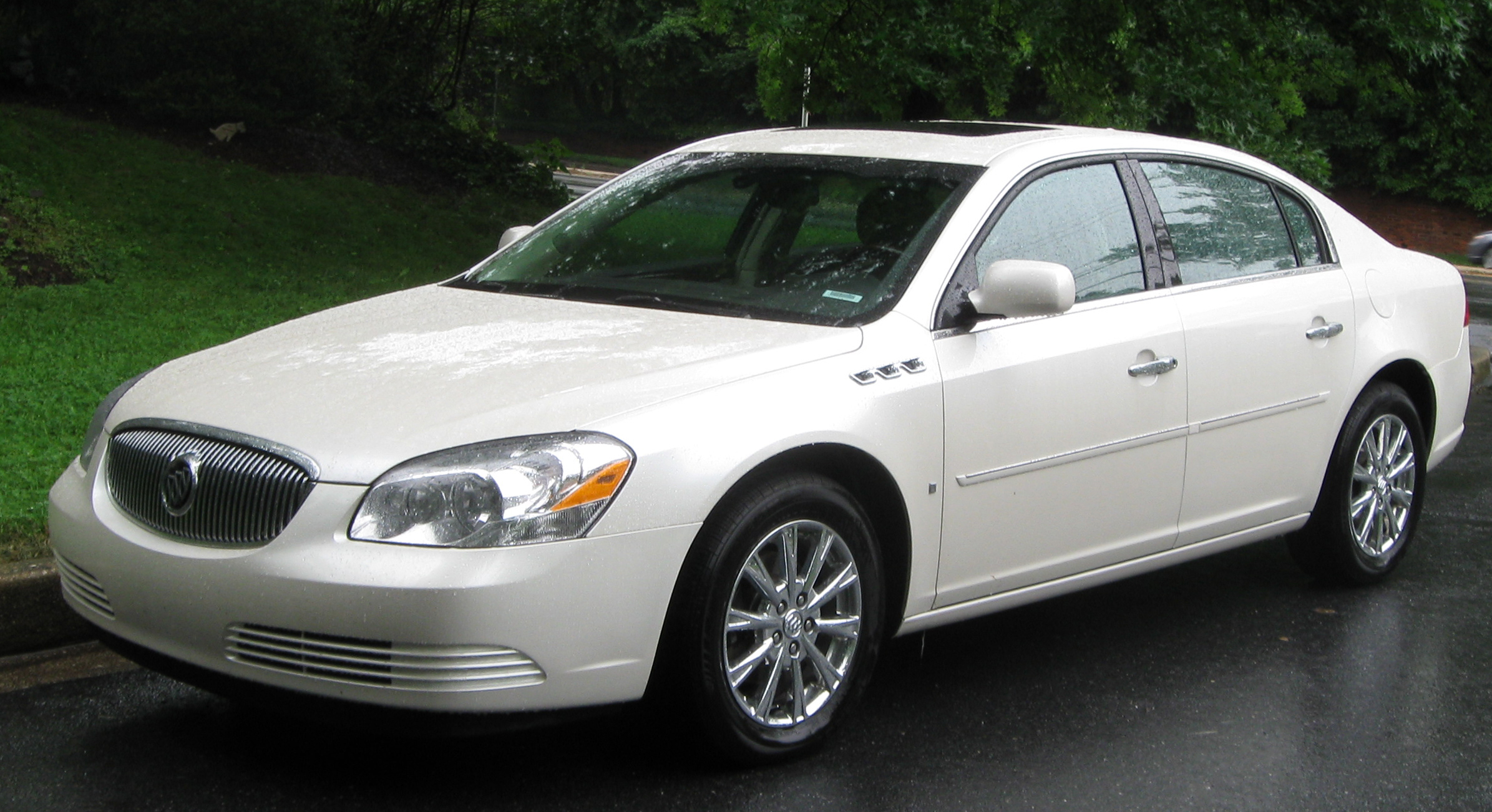

بیوک لوسِرن (به انگلیسی: Buick Lucerne) یکی از مدل‌های خودروی کمپانی آمریکایی بیوک است.